# Torfy (jezioro w Warszawie)

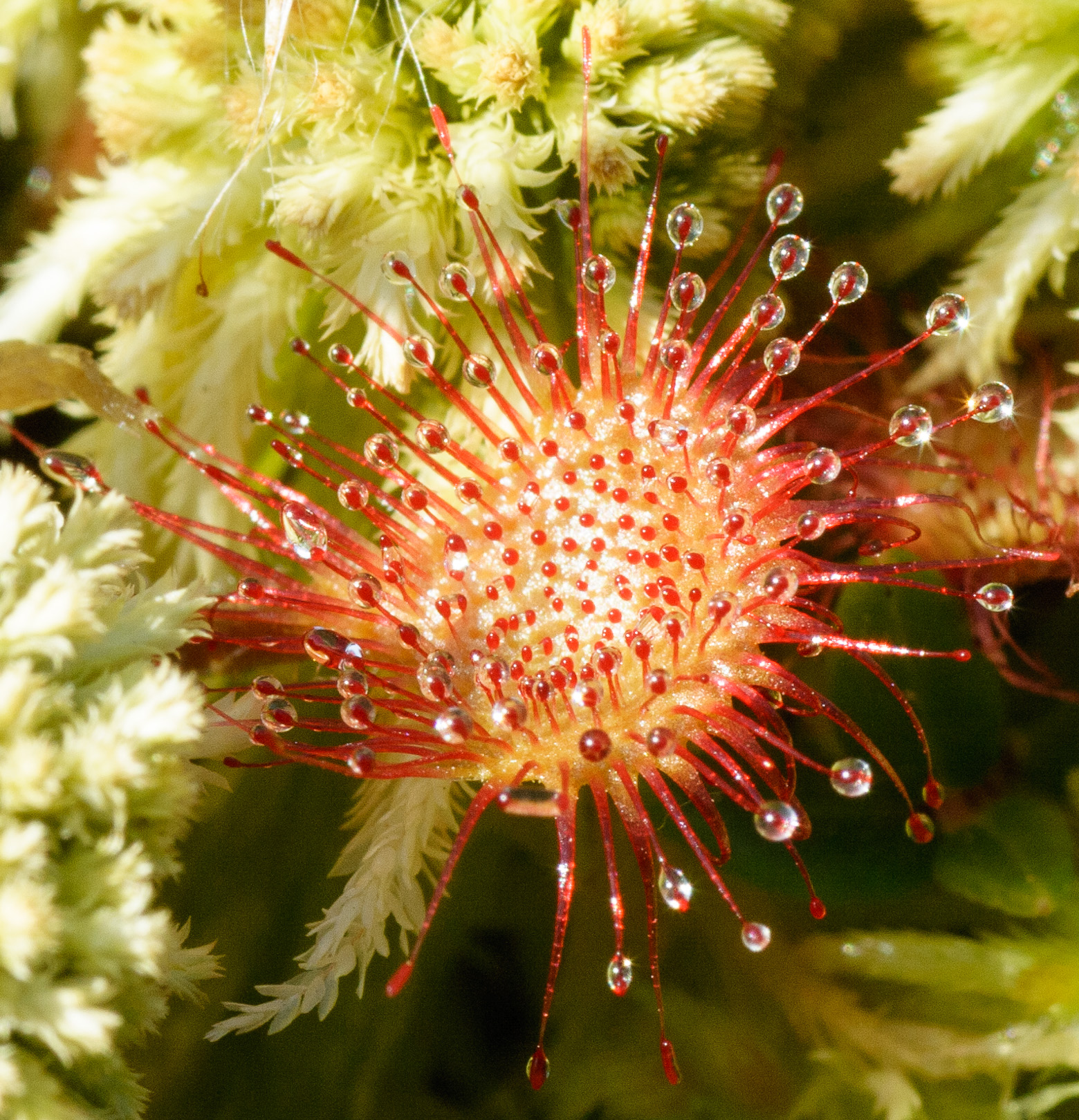
Rosiczka okrągłolistna Drosera rotundifolia na torfowisku Jeziora Torfy

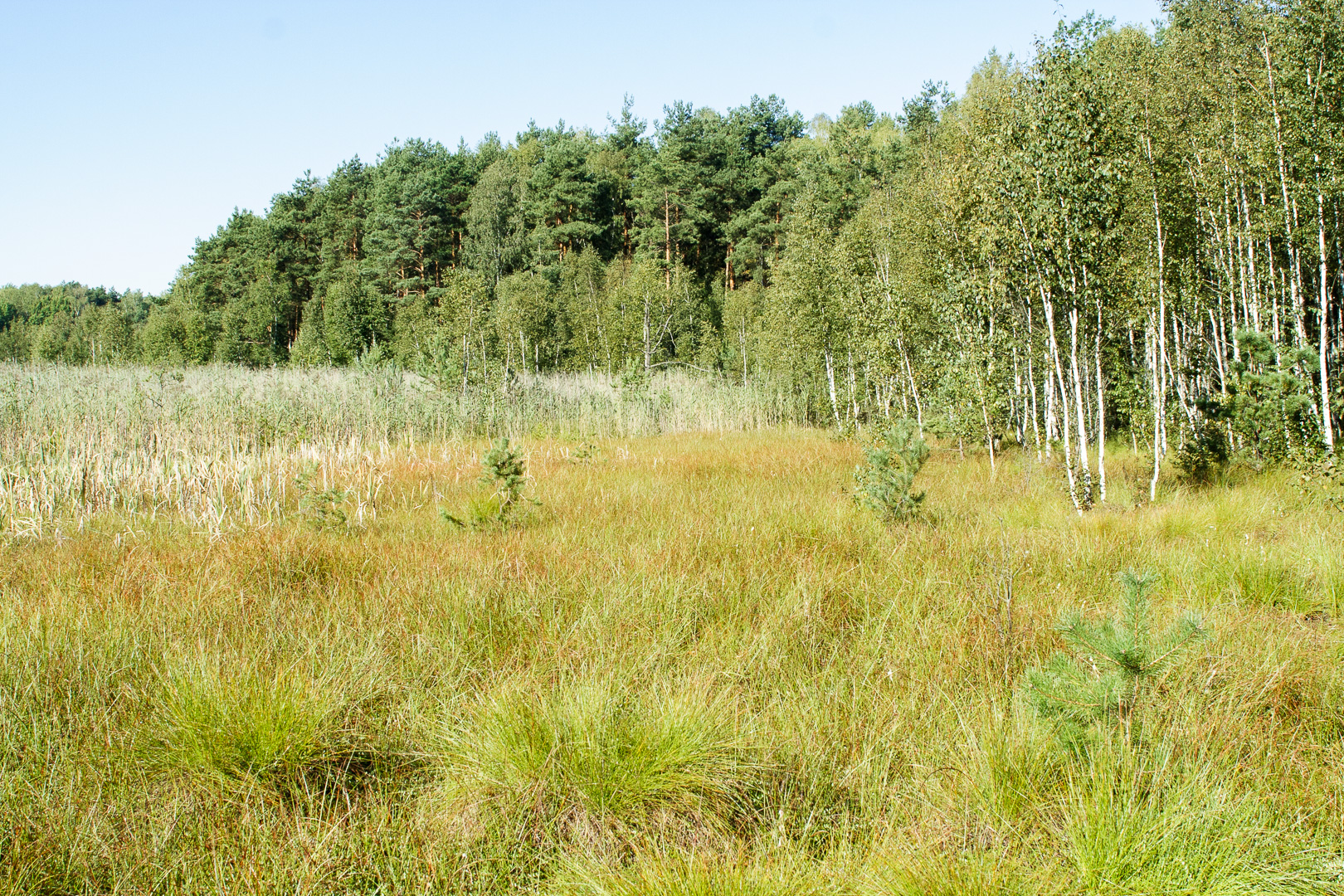
Fragment torfowiska w północnej części Jeziora Torfy

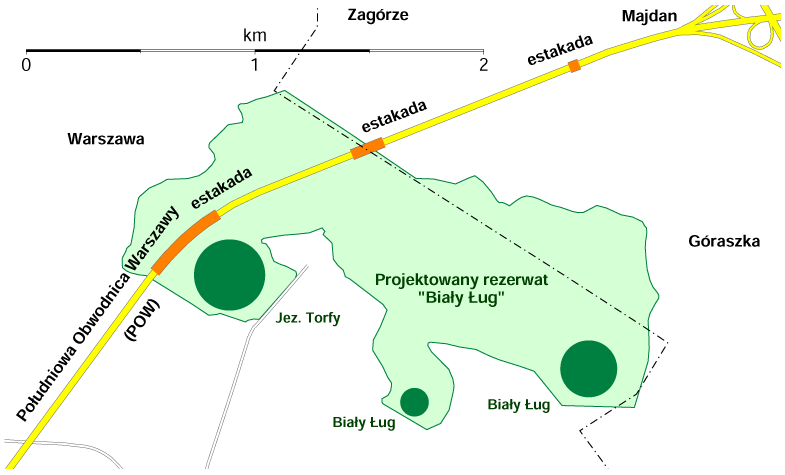
Projektowany rezerwat przyrody Biały Ług oraz planowany przebieg Południowej Obwodnicy Warszawy (POW) w tym rejonie.

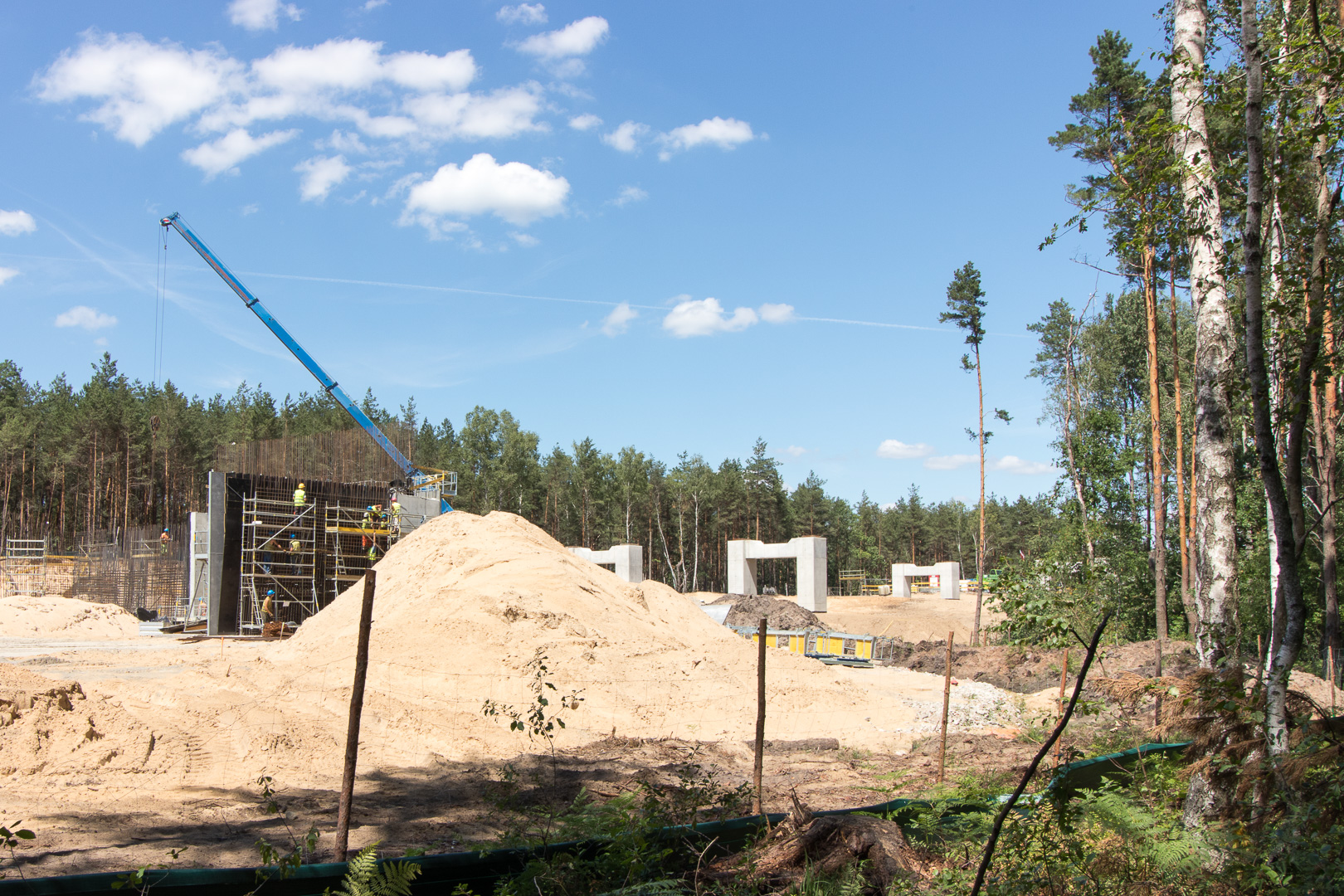
Budowa estakady Południowej Obwodnicy Warszawy (POW) około 100 metrów od jeziora Torfy (lipiec 2018 r.)

Torfy, Jezioro Torfy, Kaczy Ług – sztuczny zbiornik wodny na obszarze MSI Aleksandrów w warszawskiej dzielnicy Wawer.

## Rozmiary
Powierzchnia zbiornika łącznie z torfowiskiem wynosi około 6 ha, wymiary poszczególnych jego fragmentów ok. 230 × 160 m, ok. 160 × 120 m i ok. 140 × maks. 50 m (również razem z torfowiskiem).

## Pochodzenie zbiornika
W Państwowym Rejestrze Nazw Geograficznych zbiornik zaklasyfikowany jest jako sztuczny zbiornik wodny.
Jezioro Torfy podobnie jak Jezioro Torfy w Karczewie to potorfie, czyli dawne wyrobisko torfu.
Na zdjęciach satelitarnych i lotniczych ogólny zarys jego największej części jest prostokątny, pozostała część linii brzegowej w znacznej części również jest regularna.

## Ochrona przyrody
Jezioro położone jest na obszarze Mazowieckiego Parku Krajobrazowego. Znajduje się również w granicach planowanego od lat rezerwatu przyrody Biały Ług.

## Rekreacja
Jezioro mijają:
- szlak rowerowy niebieski , trudny, 22 km, od Anina przez Aleksandrów do Falenicy[13][14].
- szlak rowerowy MTB, czarny , trudny, 27 km, od Międzylesia do Aleksandrowa i z powrotem[15].
- szlak pieszy „Na przedpolach stolicy”, niebieski  (MZ-5079n[16]), 28,5 km, PKS Okuniew – PKP Radość[16][17].

Tuż przy jeziorze znajduje się drewniana wiata.

## Wykorzystanie
Planuje się włączenie jeziora (oraz stawu Biały Ług) w system odbioru nadmiaru wód z Aleksandrowa. Zadanie ma być częściowo ułatwione dzięki zachowanym fragmentom dawnych rowów melioracyjnych, spełniających podobną rolę w przeszłości.

## Galeria

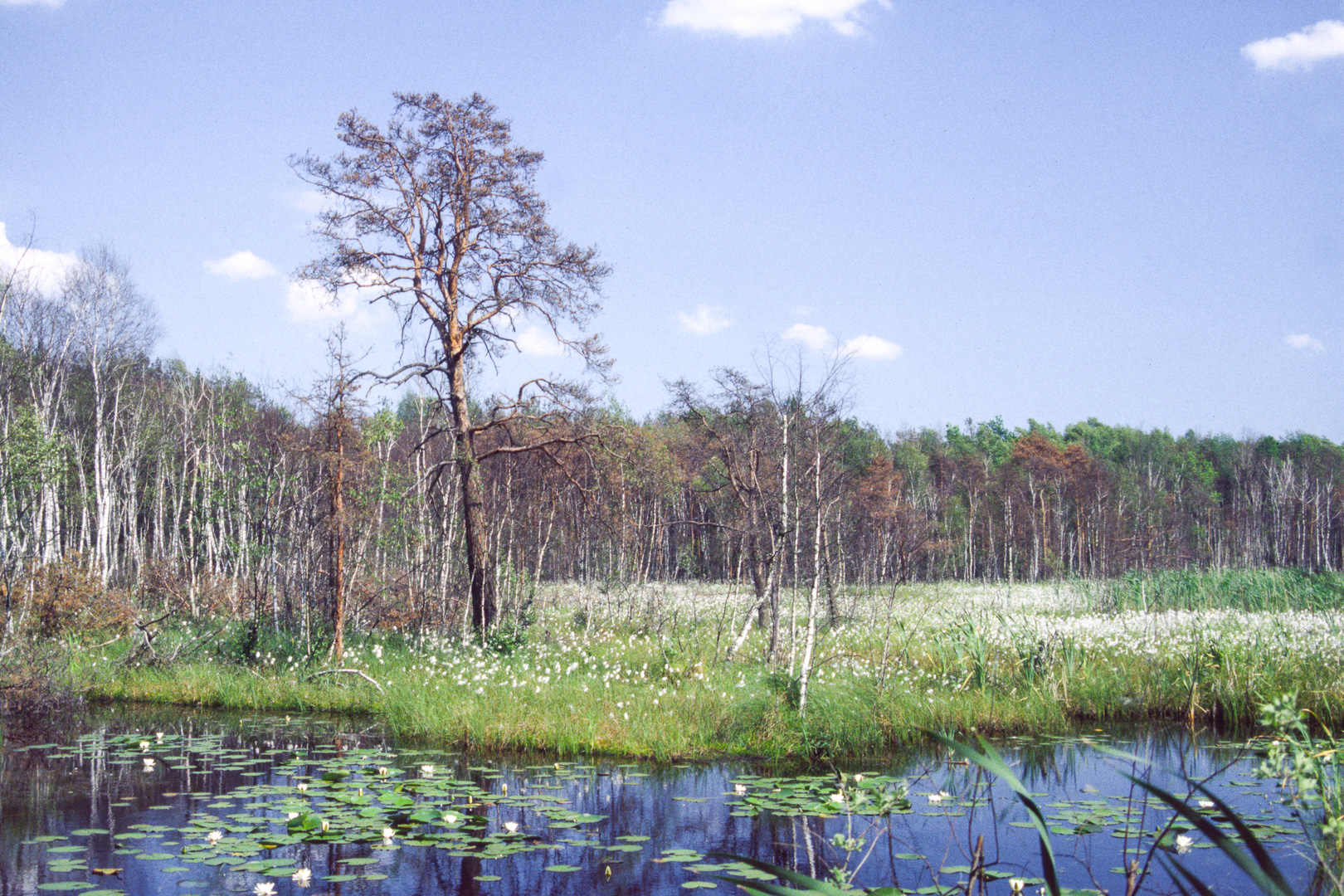
Wełnianki nad Jeziorem Torfy w 1997 roku.
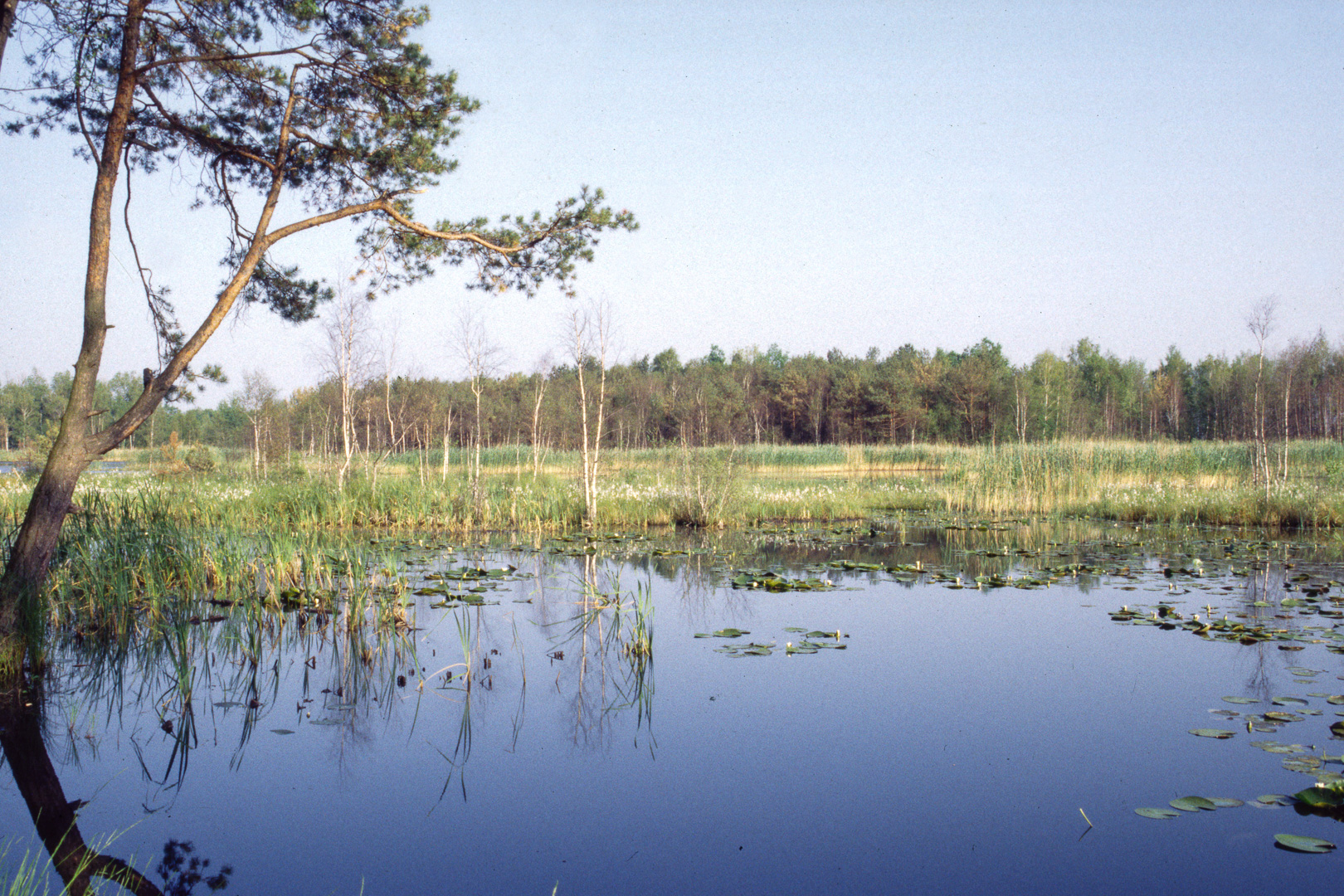
Torfy w 1996 roku.
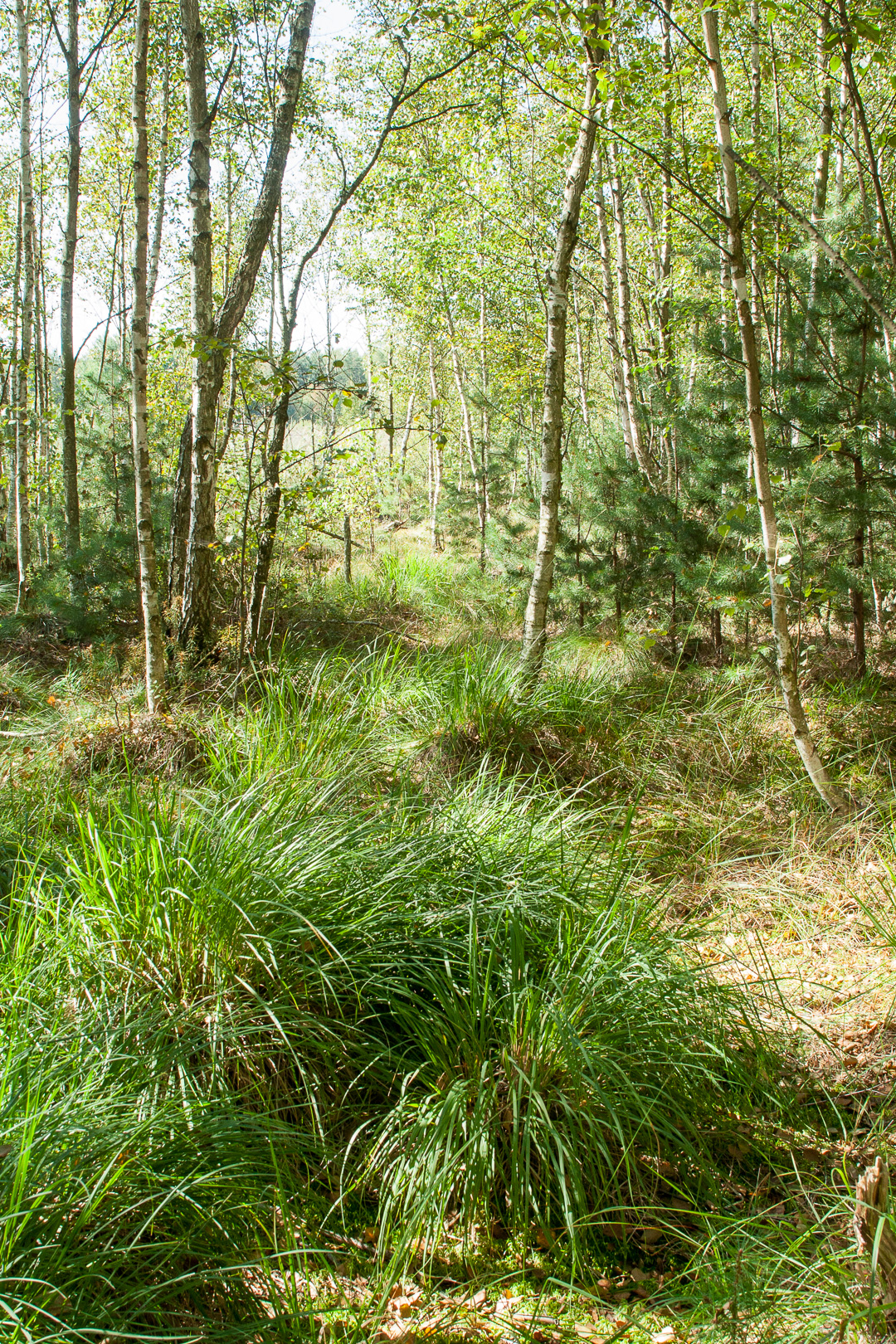
Las tuż przy brzegu.
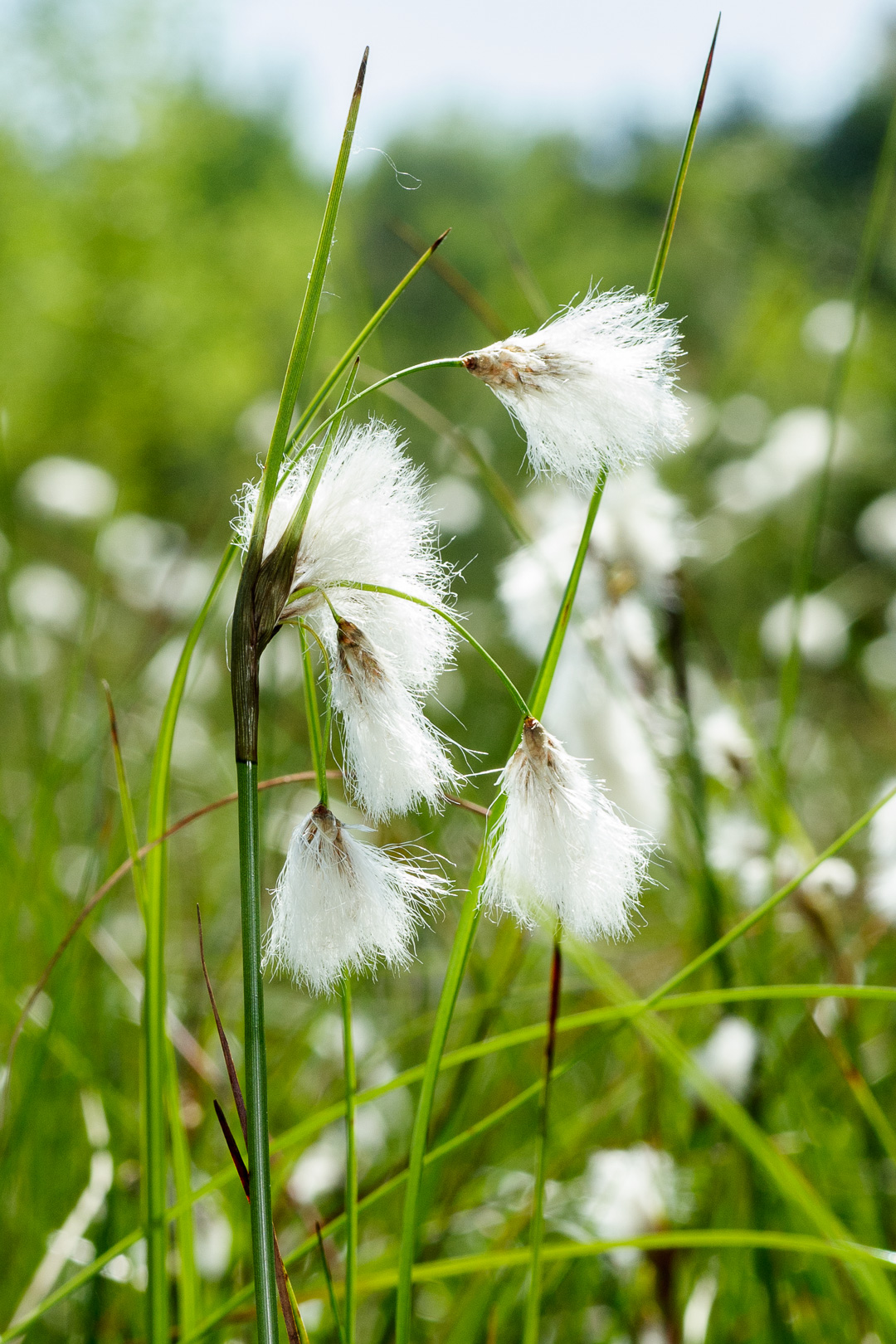
Wełnianka wąskolistna na jez. Torfy.
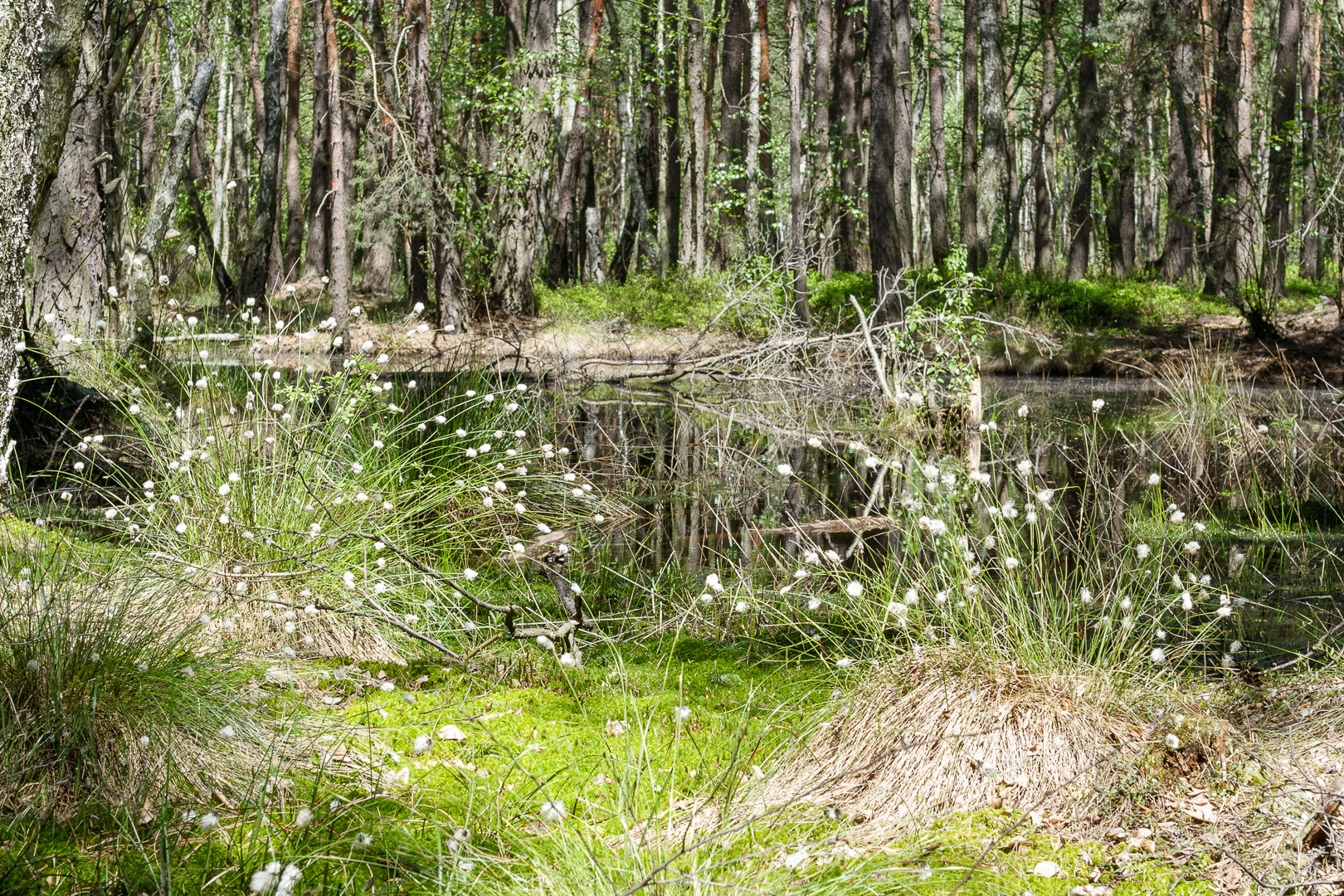
Wełnianki pochwowate nad wiosennym rozlewiskiem przy jez. Torfy.
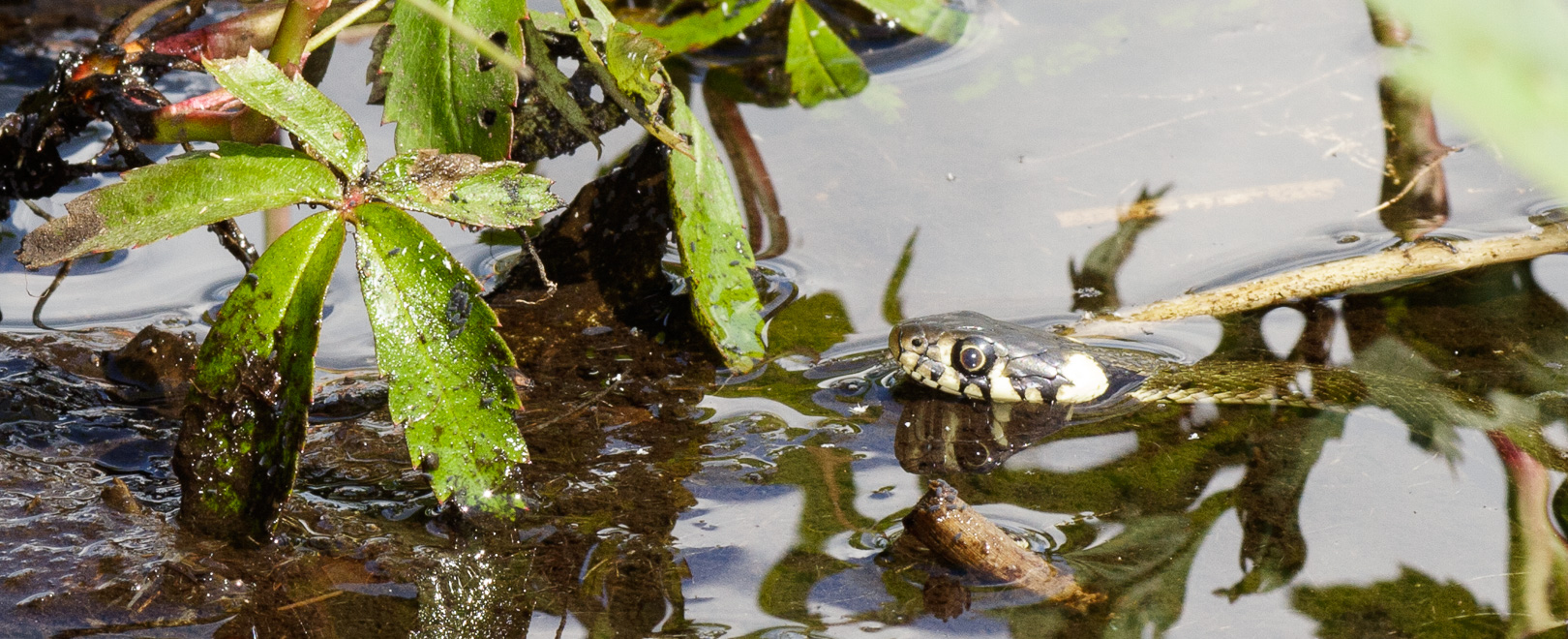
Zaskroniec zwyczajny w jez. Torfy.
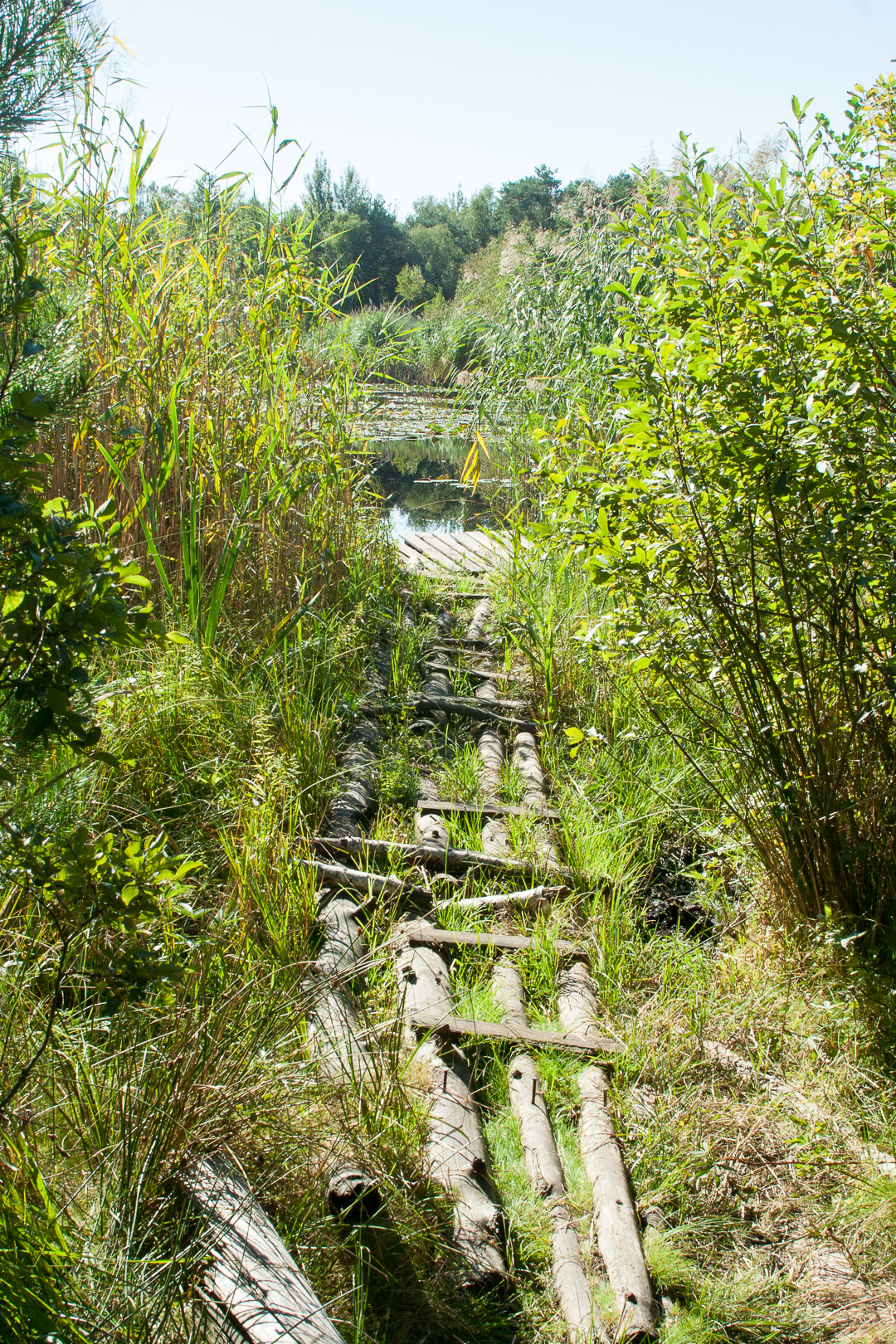
Kładka wędkarska przez trzęsawisko.
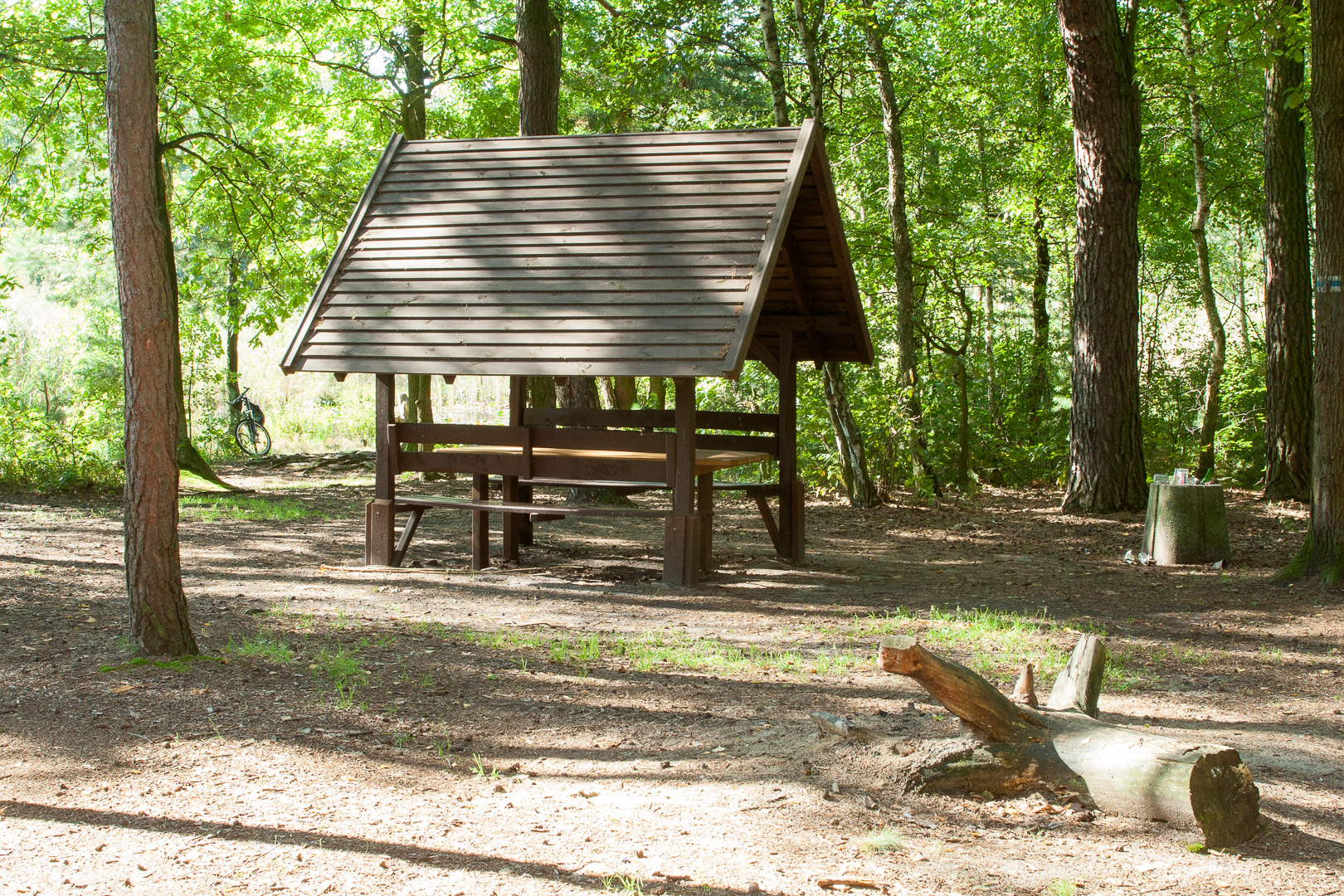
Drewniana wiata w pobliżu.
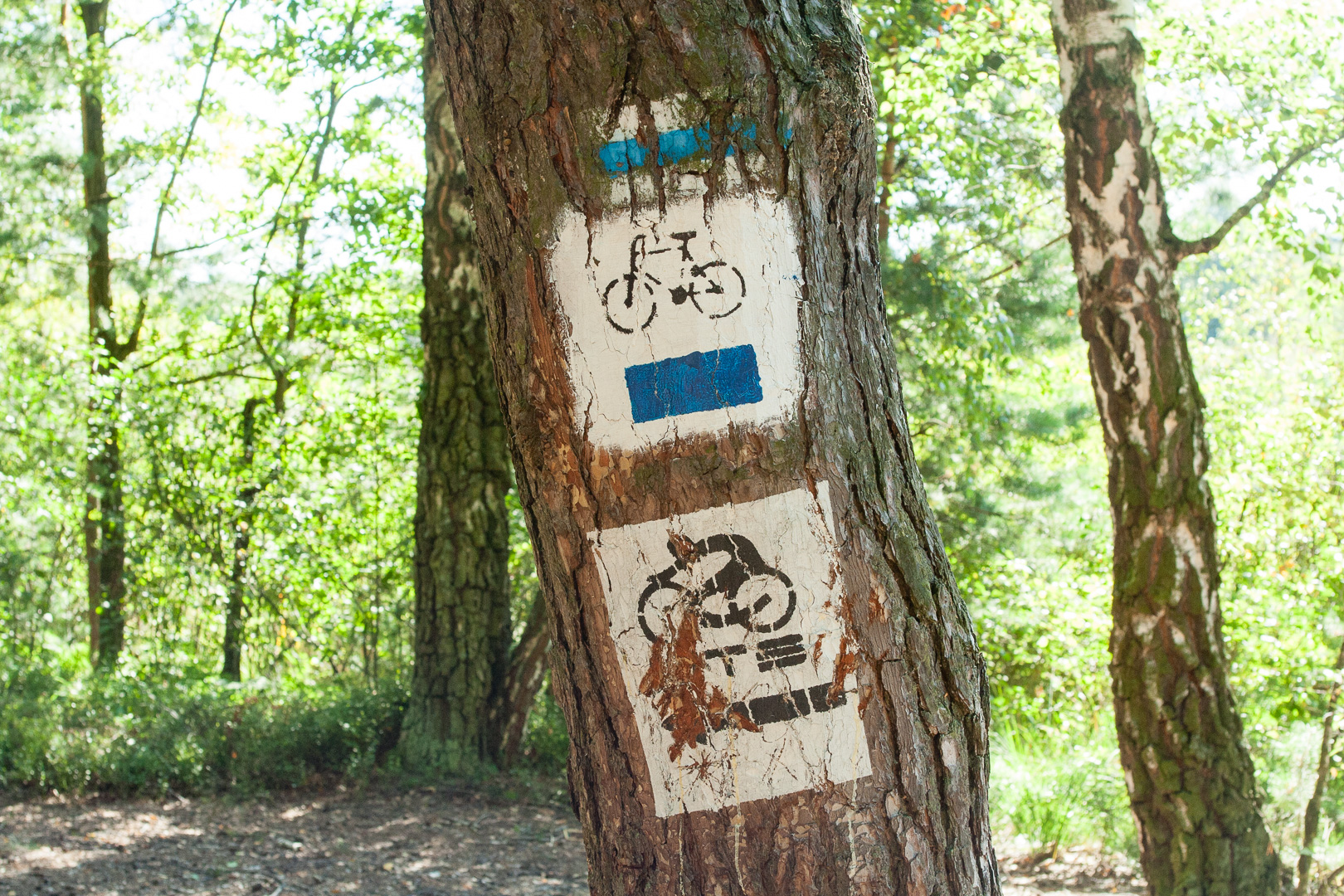
Oznakowanie szlaków.